# Wiar
Wiar (ukr. Вігор Wihor) – rzeka w południowo-wschodniej Polsce i północno-zachodniej Ukrainie, w dorzeczu Wisły. Długość – 70,4 km, z tego 59,1 km w Polsce, 11,3 km na Ukrainie. Prawy dopływ rzeki San. Powierzchnia zlewni – 798,2 km².
Źródła Wiaru znajdują się na wysokości około 620 m n.p.m. na północnych stokach szczytu Brańcowej (677 m n.p.m.) w paśmie Chwaniów w Górach Sanocko-Turczańskich, koło wsi Jureczkowa. Płynie na północny zachód, wypływa na Pogórze Przemyskie, następnie zatacza łuk i zmienia kierunek na wschodni. W rejonie wsi Sierakośce/Podmostycze przecina granicę polsko-ukraińską i zaczyna zataczać obszerny łuk na północ. Na odcinku ukraińskim płynie wzdłuż granicy. Tam przyjmuje swój największy dopływ – Wyrwę (która również ma źródła w Polsce, kilka kilometrów na wschód od źródeł Wiaru). Przepływa przez wieś Niżankowice i ponownie przecina granicę. Po kilku kilometrach uchodzi do rzeki San na terenie Przemyśla.
Jak podaje Kodeks Hipacki, wiosną 1099 król Koloman Uczony przekroczył północny łuk Karpat uderzając na księstwo halickie, gdzie w bitwie nad Wiarem doznał porażki. Pisarze węgierscy twierdzą, iż żadna klęska nie była większa dla ich narodu. Według Jana Długosza w bitwie tej miało zginąć ponad 8000 Węgrów.
Główne dopływy to:
- prawe – Tuczański, Mszaniec, Jamninka, Turnica, Wyrwa, Buchta
- lewe – Sienkowiec, Krzywiec, Łomna, Zalesie

## Hydronimia
Nazwa polska rzeki Wiar (1424 Wyar) jest adaptacją ruskiej (ukraińskiej) – Wihor w znaczeniu kręty, rwącą. Nazwa rzeki ma etymologię celtycką.